# Renaud II de Bourgogne

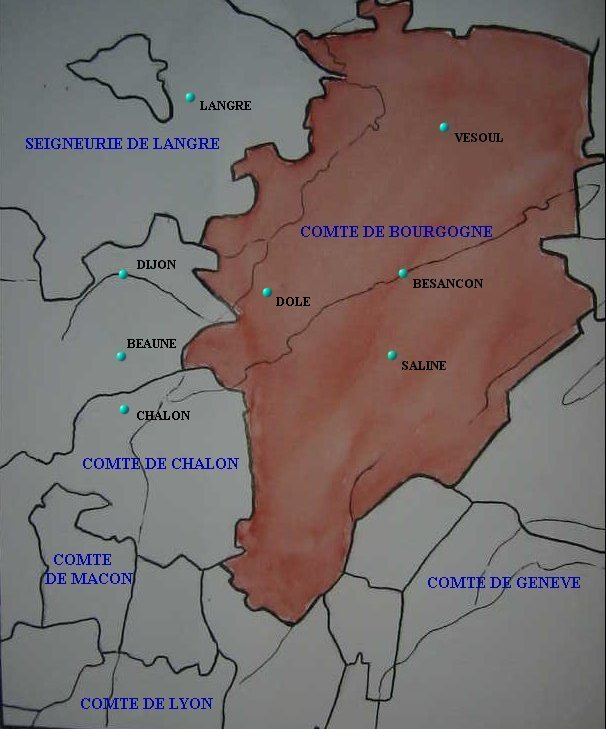
Comté de Bourgogne (approximativement la Franche-Comté d'aujourd'hui).

Renaud II de Bourgogne (1061-1097) est comte de Bourgogne, de Mâcon, de Vienne et d'Oltigen, fils du comte Guillaume Ier de Bourgogne, frère aîné du comte Étienne Ier de Bourgogne qu'il précède, et frère du pape Calixte II.

## Biographie
Né en 1061, fils du Comte Guillaume Ier de Bourgogne et d'Étiennette.
En 1087, il succède en même temps que son frère Étienne Ier de Bourgogne à l'âge de 25 ans à son père le comte Guillaume Ier de Bourgogne au titre de comte de Bourgogne et comte de Macon. Il fait partie d'une puissante et influente lignée familiale avec les mariages de ses frères et de ses sœurs à la plupart des puissances voisines (voir enfants de Guillaume Ier de Bourgogne).
Il se marie avec la comtesse Régine d'Oltigen, fille « héritière » du comte Conon d'Oltigen (région de Berne, en Suisse Alémanique) dont il hérite des titres et domaines par mariage et dont il a un fils Guillaume II de Bourgogne dit l'Allemand.
Il meurt en 1097 lors des premières croisades (1096-1099) à l'âge de 41 ans.
Son frère Étienne Ier de Bourgogne lui succède comme comte de Bourgogne et son fils Guillaume II de Bourgogne lui succède conjointement avec Renaud III de Bourgogne (le fils de son frère Étienne Ier de Bourgogne) comme comte de Mâcon. (Voir tableau généalogique simplifié des comtes de Bourgogne).